# Aleksandar Popović
Aleksandar Popović (Užice, FR Yugoslavia, 29 de septiembre de 1999) es un futbolista serbio que juega como guardameta en el F. C. DAC 1904 Dunajská Streda de la Superliga de Eslovaquia.

## Trayectoria

### Partizan
Después de pasar por la cantera del Partizán, Popović fue cedido al equipo afiliado Teleoptik en el verano de 2017. Fue ascendido nuevamente al primer equipo del Partizan durante la ventana de transferencia de invierno de 2018. Después de no poder hacer su debut oficial con el equipo, Popović fue cedido nuevamente a Teleoptik en el verano de 2018. Fue llamado al Partizan a principios de 2019.
Popović hizo su debut completo en la plantilla profesional en el último partido de la interrumpida temporada 2019-2020, contra Vojvodina en Novi Sad.

## Selección nacional
Ha representado a Serbia en las categorías sub-17 y sub-19.

## Clubes
| Club                           | País       | Año       |
| ------------------------------ | ---------- | --------- |
| Partizán de Belgrado           | Serbia     | 2017-2023 |
| F. K. Teleoptik (cesión)       | Serbia     | 2017-2018 |
| F. C. DAC 1904 Dunajská Streda | Eslovaquia | 2023-     |

## Palmarés

### Títulos nacionales
| Título         | Club                 | País   | Año     |
| -------------- | -------------------- | ------ | ------- |
| Copa de Serbia | Partizán de Belgrado | Serbia | 2017-18 |
| Copa de Serbia | Partizán de Belgrado | Serbia | 2018-19 |